# Money (песня)
«Money» (с англ. — «Деньги») — шестая композиция альбома Pink Floyd The Dark Side of the Moon (рус. Тёмная сторона Луны). Одна из самых известных песен группы.
Начинается со скачущего из динамика в динамик звука открываемой кассы и звона денег. Создавалась она путём первоначальной записи звона, а затем — разрезания плёнки на маленькие, примерно по дюйму кусочки, и кропотливого монтажа на полу студии — так, чтобы звон монет точно совпадал с ритмом песни. Эта задача могла быть выполнена за считанные минуты, будь тогда у музыкантов в распоряжении современный семплер и секвенсер. Агрессивный саксофон в композиции — заслуга Дика Пэрри. Упоминание Уотерса о самолёте «Лир Джет» довольно иронично, так как и Мэйсон, и Гилмор брали уроки летного мастерства, чтобы получить квалификацию пилотов; позднее Гилмор, исполняющий вокальную партию, создал компанию, которая коллекционировала и рекламировала классические летательные аппараты. «Money» вышла в США как сингл в отредактированной версии, что является раритетом, выпускавшимся в Британии лишь раз на виниловом сборнике «Легенды рока» («Rock Legends» — Telstar STAR 2290). Успех сингла в хит-параде (13-е место) изменил судьбу группы навсегда. Эта композиция исполнялась наибольшее количество раз в истории группы, в том числе на «бис» во время турне в поддержку Animals в 1977 году, во время сольных гастролей Гилмора и Уотерса и на всех последующих концертах «Пинк Флойд». Группа исполняла песню в общей сложности на 537 концертах.

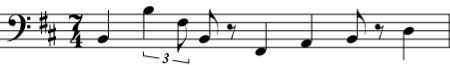
Басовый рифф, использующийся в «Money»

Уотерс записал псевдоконцертную версию для второй стороны пластинки-сингла в 1987 году, и Гилмор, участвовавший в шоу «Ники Хоумс» на «Радио 1» в 1992 г., разрешил проиграть в эфире фрагмент оригинальной демонстрационной записи Уотерса, где композитор напевает под собственный несложный аккомпанемент на акустической гитаре.
Басовый рифф с необычным размером 7
4 (см. рис.) был охарактеризован как «один из наиболее запоминающихся классических басовых риффов, когда либо записанных».

## Музыканты
Pink Floyd:
- Дэвид Гилмор — гитара, вокал
- Роджер Уотерс — бас-гитара
- Ричард Райт — электрическое фортепиано Вурлитцера[англ.]
- Ник Мэйсон — ударные

приглашённые музыканты:
- Дик Пэрри — тенор-саксофон

## Позиции в хит-парадах
Годовые чарты:
| Чарт (1973)                     | Позиция |
| ------------------------------- | ------- |
| США (Billboard Top Pop Singles) | 92      |